# Orchestra of Bubbles
Orchestra of Bubbles è un album di Ellen Allien e Apparat, pubblicato nel 2006 per l'etichetta BPitch Control.

## Tracce
1. Turbo Dreams – 4:10
2. Way Out – 3:43
3. Retina – 4:03
4. Rotary – 4:24
5. Jet – 6:34
6. Sleepless – 3:36
7. Metric – 3:31
8. Floating Points – 5:13
9. Under – 4:54
10. Do Not Break – 5:13
11. Leave Me Alone – 3:17
12. Edison – 3:48
13. Bubbles – 4:58